# Серебростронций
Серебростронций — бинарное неорганическое соединение, интерметаллид
серебра и стронция
с формулой SrAg,
кристаллы.

## Получение
- Сплавление стехиометрических количеств чистых веществ:

{\displaystyle {\mathsf {Ag+Sr\ {\xrightarrow {680^{o}C}}\ AgSr}}}

## Физические свойства
Серебростронций образует кристаллы
ромбической сингонии, пространственная группа P nma, параметры ячейки a = 1,6558 нм, b = 0,4788 нм, c = 0,6385 нм, Z = 8,
структура типа борида железа
.
Соединение конгруэнтно плавится при температуре выше 680 °C.